# William Wentworth
William Wentworth (no mar, em rota para a Ilha Norfolk, Austrália, 13 de agosto de 1790 - Dorset, Inglaterra, 20 de março de 1872) foi um poeta, jornalista, político e explorador australiano.

## Biografia
Wentworth nasceu a bordo de um navio em rota para a ilha Norfolk, então uma colónia penal, onde os seus pais D'Arcy Wentworth e Catherine Crowley viajavam, tendo partido da Grã-Bretanha.
Em 1803 foi enviado para Inglaterra para estudar em Londres. Regressou a Sydney em 1810 e em maio de 1813, quando a seca obrigou os pastores a procurarem novas zonas de pastoreio, Wentworth, juntamente com Gregory Blaxland e William Lawson, conseguiram encontrar uma rota através das Montanhas Azuis, abrindo assim caminho para a expansão da colónia para oeste.
Mais tarde, Wentworth, estudou direito na Universidade de Cambridge (Inglaterra), voltando a Sydney em 1824, onde fundou o jornal The Australian, e participou na política defendendo a causa dos aborígenes australianos e advogando pela sua emancipação.
Morreu em 1872 em Wimborne, Inglaterra, tendo o seu corpo sido repatriado para Sydney e honrado com um funeral público.

## Obras
- A Statistical Account of the British Settlements in Australasia (1819)[2]
- Journal of an expedition, across the Blue Mountains, 11 May-6 June 1813, 1813[3]
- Australasia: a poem written for the Chancellor's Medal at the Cambridge commencement, July 1823, London: G. and W.B. Whittaker, 1823